# ويليام كوبر نيل
ويليام كوبر نيل (16 ديسمبر 1816-25 مايو 1874)، كان أمريكيًا من أصل إفريقي وإبطاليًا وصحفيًا وناشرًا ومؤلفًا وموظفًا مدنيًا في بوسطن بولاية ماساتشوستس، وعمل من أجل دمج المدارس والمرافق العامة في الولاية. عمل لصالح بعض الصحف الإبطالية مثل صحيفتي ذا ليبيريتر وذا نورث ستار، وساعد في نشر قضية مكافحة العبودية. عمل بالنشر في نورث ستار منذ عام 1847 حتى عام غير محدد من ثمانينيات القرن التاسع عشر، وانتقل مؤقتًا إلى روتشستر في ولاية نيويورك.
ساعد في تأسيس جمعية الحرية في نيو إنجلاند في أوائل أربعينيات القرن التاسع عشر، ولجنة الأمن الأهلية لمساعدة الرقيق اللاجئين. أيدت لجنة الأمن الأهلية مقاومة قانون الرقيق الهارب لعام 1850، والذي زاد العقوبات ضد المواطنين في الولايات الحرة التي ساعدت الرقيق اللاجئين.
كانت أعمال نيل التاريخية القصيرة، مثل خدمات الأمريكيين الملونين في حربي 1776 و1812 (1851) والوطنيين الملونين في الثورة الأمريكية (1855)، أولى الدراسات التي نُشرت عن الأمريكيين الأفارقة. أُشير إليه على أنه أول أمريكي من أصل أفريقي يعمل في الخدمة المدنية الفيدرالية حيث خدم في مكتب البريد.

## سيرة شخصية

### العمل الإبطالي
قرر ويليام كوبر نيل تحدي التمييز القائم على العرق والفصل كما فعل والده، مستوحيًا ذلك من تأسيس صحيفة وليم لويد غاريسون ذا ليبيريتر. اهتم نيل أيضًا بشكل خاص بتشجيع الرفاهية الفكرية والاجتماعية للشباب الأمريكيين الأفارقة. كرس نفسه في سبيل الاندماج، وعارض المنظمات الإبطالية المنفصلة للسود والبيض. ألغى الجمعية العامة للملونين في ماساتشوستس، التي نظمها والده، وذلك في سبيل تفانيه في موضوع الاندماج.
درس نيل القانون خلال السنوات الأولى من ثلاثينيات القرن التاسع عشر. لم يوافق على عضويته على الإطلاق في نقابة المحامين، وذلك بسبب عدم قسمه الولاء لدستور الولايات المتحدة، واعتقاده بأنها وثيقة مؤيدة للرق. تأثر بآراء غاريسون ووينديل فيليبس، وبدأ في ذلك الوقت تقريبًا في العمل مع غاريسون وصحيفة ذا ليبيريتر. استمر بالعمل حتى إيقاف الصحيفة عن النشر في عام 1865. حارب نيل من أجل مثل غاريسون العليا طوال فترة الحملة الإبطالية.
بدأ نيل العمل ضد النظام الحالي للمدارس المنفصلة للأطفال السود والبيض في ماساتشوستس، وجمع 2000 توقيع من المجتمع الأسود على عريضة للمجلس التشريعي للولاية. حقق نيل وزملاؤه انتصارًا في عام 1855، فانتهى الفصل في مدارس بوسطن. شجع نيل الشباب الأمريكيين من أصل أفريقي أيضًا على التعلم خارج نظام المدارس العامة. قال عنه غاريسون: «ربما لم يفعل أحد الكثير، وبالتأكيد لم يفعل أحد أكثر، من أجل التحسين الفكري والمعنوي لشبابنا الملون».
واصل نيل حملته ضد الفصل داخل الحركة الإبطالية في عام 1843، وذلك من خلال استنكار مؤتمر بوفالو الوطني للزنوج، وادعى أن هذا المؤتمر قد خدم وعزز بالضبط نوع الإبطالية المنفصلة الذي كان يحاربه.
أثر نيل أيضًا في بداية جمعية الحرية في نيو إنجلاند، وهي منظمة سوداء بالكامل ساعدت الرقيق الهاربين في الشمال. دعم نيل مجموعة أمريكية أفريقية بسبب اعتقاده بأن قضيتها كانت أقرب إلى قلوب السود من البيض. أعلن أيضًا عن المساعدة المباشرة من جمعية الحرية للرقيق الهاربين، وذلك بالإضافة إلى قضية الإبطالية. ناضل أيضًا من أجل التعليم العالي، وشجع على تحسين الشباب الأمريكي الأفريقي مع جون تي. هيلتون، والذي أسس معه اتحاد أدلفيا والجمعية الأدبية للشباب في بوسطن.
كان رائدًا في حملات إلغاء الفصل العنصري في المرافق العامة في بوسطن، فنجح بذلك في السكك الحديدية في بوسطن في عام 1843 وفي قاعات العرض في المدينة في عام 1853.